# عظائيات قائدة مقوسة
عظائيات قائدة مقوسة (الاسم العلمي: Archegosauroidea) فصيلة عليا من البرمائيات المنقرضة ورتبة مقسومات الفقار من العصر البرمي. وتضم فصائل عظاءات قائدة مقوسة وذوات الرؤوس الصلبة، وربما جنس Intasuchus.
كانت حيوانات مائية تمامًا، وكانت أيضاتها وظائفها العضوية تشبه الأسماك أكثر من البرمائيات الحديثة.